# Zickzackschaltung
Die Zickzackschaltung (englisch: Three-phase-inter-star oder Zig-Zag) wird für die Lastverteilung auf der Unterspannungsseite von Dreiphasenwechselstrom-Transformatoren zur Speisung von Niederspannungsnetzen verwendet. Sie kann als eine Kombination von Stern- und Dreieckschaltung angesehen werden und wird in der Schaltgruppe mit dem Buchstaben „z“ gekennzeichnet.

## Funktion

Symbole

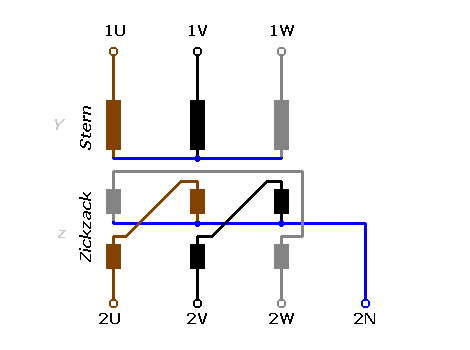
Ersatzschaltbild eines Transformators mit OS-Seite in Stern- und US-Seite in Zickzackschaltung mit der Schaltgruppe Yzn11

Bei dieser Schaltungsart sind am Ausgang wie bei der Sternschaltung zwei Spannungen (z. B. 230/400 V) vorhanden, da sie auch eine Sternpunktanzapfung besitzt, sie verträgt jedoch Schieflast wie eine Dreieckschaltung.
Bei der Dreieck- und Sternschaltung befinden sich die einzelnen Wicklungen jeweils immer nur auf einem  Schenkel. Bei der Zickzackschaltung aber werden die Wicklungen in zwei gleiche Teile geteilt. Je zwei der Wicklungsteile werden auf zwei Schenkel verteilt. So wird eine unsymmetrische Last auf der Sekundärseite besser auf die Außenleiter der Primärseite verteilt: der durch die Schieflast erzeugte einphasige Stromfluss der Sekundärseite verteilt sich auf zwei Schenkel und somit auf zwei Außenleiter der Primärseite.
Dieser Vorteil wird durch folgende Nachteile erkauft:
- Man benötigt etwa 15 % mehr Kupfer.
- Mehr Kupfer führt zu größeren Wicklungsverlusten.
- Wegen der höheren Verluste gibt es Trafos mit dieser Schaltungsart nur bis 400 kVA.
- Die Herstellung eines Trafos mit der Zickzackschaltung ist aufwändiger.

Grundsätzlich ist auch eine Doppel-Zickzack-Schaltung möglich. Wegen der primär- und sekundärseitigen Zickzackschaltung ist hierbei jedoch der Material- und Fertigungsaufwand erhöht und die Schaltung daher bestenfalls für Spezialfälle interessant. Wählt man eine geeignete Schaltgruppe (nicht Zz0 bzw. ZNzn0), so sind bei einphasiger Belastung Wicklungen auf allen drei Schenkeln des Transformators an der Energieübertragung beteiligt. In diesem Fall bilden die Beträge der Ströme auf den Zuleitungen das Verhältnis 2:1:1.

## Verwendung
Verwendung findet die Zickzackschaltung in Drehstromtransformatoren mit stark unsymmetrischer Last, also z. B. bei Transformatoren zur Versorgung von Aussiedlerhöfen.